# Publius Servilius Geminus
Publius Servilius Geminus was een Romeinse consul in 252 v.Chr. en nogmaals in 248 v.Chr. in de Romeinse Republiek tijdens de Eerste Punische Oorlog.
Hij stamde uit de patricische gens Servilia en was waarschijnlijk de vader van Gnaeus Servilius Geminus, die in 217 v.Chr. consul was. Volgens de Fasti Capitolini was hij de zoon van ene Quintus Servilius, waar verder niets over bekend is.
Publius Servilius Geminus werd in 252 v.Chr. tot consul verkozen en samen met zijn medeconsul Gaius Aurelius Cotta vocht hij met veel succes tegen de Carthagers op Sicilië. Ze wisten diverse Carthaagse bolwerken in te nemen, waaronder Himera, waarvan Carthago de inwoners in het geheim had geëvacueerd. In 248 v.Chr. werd ze beide opnieuw tot consul benoemd.